# مستقبل يتيم
البروتينات التي تربط وتنشط من قبل جزيئات الإشارات غير معروفة حتى الآن (تسمى ربيطة، الناقلات العصبية، أو الهرمونات). ومع ذلك، فإنها تشترك المكونات البنائية مع المستقبلات التي جزيئات الإشارات معروفة بالفعل. والوظائف الفسيولوجية للمستقبلات اليتيمة غير معروفة. التعرف على ربيطة الطبيعية الخاصة لمستقبل اليتيم يحمل مفتاح فهمنا لدورها الفسيولوجي والإمكانات كما في تحديد هدف الادوية .
أمثلة للمستقبلات اليتيمة موجودة في مستقبل مقترن بالبروتين ج  والمستقبلات النووية. وعادة ما يعطى مستقبل مقترن بالبروتين ج اسم "GPR" متبوعا برقم، على سبيل المثال GPR1.

## روابط خارجية
- "Class A Orphans GPCRs". IUPHAR Database. International Union of Pharmacology. مؤرشف من الأصل في 2019-11-11.
- "Class B Orphans GPCRs". IUPHAR Database. International Union of Pharmacology. مؤرشف من الأصل في 2019-11-01.
- "Class C Orphans GPCRs". IUPHAR Database. International Union of Pharmacology. مؤرشف من الأصل في 2019-11-06.